# Альфитония
Альфитония (лат. Alphitonia) — род кустарников и небольших деревьев семейства Крушиновые (Rhamnaceae).
Естественная область распространения находится в тропических и субтропических регионах Юго-Восточной Азии, Океании и Полинезии.

## Ботаническое описание
Листья на коротком черешке, простые, ланцетной формы, цельные, около 12 см длиной.
Мелкие цветки зеленоватого цвета, обоеполые, 4—5-членные. Цветение проходит с ноября по март.
Плод — костянка чёрного цвета яйцевидной формы диаметром около 1 см.

## Химический состав
Растения, относящиеся к этому роду, содержат метилсалицилат (метил-2-гидроксибензоат) — эфир ароматических кислот, обладающий существенной биологической активностью и используемый как противовоспалительное, болеутоляющее, раздражающее и жаропонижающее средство при суставном и мышечном ревматизме, артритах и экссудативном плеврите.

## Виды
По информации базы данных The Plant List, род включает 19 видов:
- Alphitonia carolinensis Hosok.
- Alphitonia cinerascens (Miq.) Hoogland
- Alphitonia erubescens Baill.
- Alphitonia excelsa (Fenzl) Reissek ex Benth. — Альфитония высокая
- Alphitonia ferruginea Merr. & L.M.Perry
- Alphitonia franguloides A.Gray
- Alphitonia incana (Roxb.) Teijsm. & Binn. ex Kurz
- Alphitonia macrocarpa Mansf. — Альфитония крупноплодная
- Alphitonia marquesensis F.Br.
- Alphitonia neocaledonica (Schltr.) Guillaumin — Альфитония новокаледонская
- Alphitonia oblata A.R.Bean
- Alphitonia petriei Braid & C.T.White
- Alphitonia philippinensis Braid
- Alphitonia pomaderroides (Fenzl) A.R.Bean
- Alphitonia ponderosa Hillebr.
- Alphitonia vieillardii Lenorm. ex Braid
- Alphitonia whitei Braid
- Alphitonia xerocarpus Baill.
- Alphitonia zizyphoides (Sol. ex Spreng.) A.Gray — Альфитония унабивидная